# Bobby Kerr
Robert "Bobby" Kerr, född 9 juni 1882 i Enniskillen i Fermanagh, död 12 maj 1963 i Hamilton, Ontario, var en kanadensisk friidrottare.
Kerr blev olympisk mästare på 200 meter vid sommarspelen 1908 i London.